# Tubo de ebullición

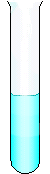
Un tubo de ebullición es muy similar a un tubo de ensayo y se emplea mucho para contener muestras en ebullición.

Un tubo de ebullición o tubo de calentamiento es un recipiente cilíndrico de gran tamaño utilizado para calentar sustancias fuertemente en la llama de un mechero Bunsen. Un tubo de ebullición es esencialmente un tubo de ensayo de mayor tamaño, aproximadamente un 50% más grande en todas sus dimensiones, y capaz de soportar un calentamiento superior.
Están diseñados para ser lo suficientemente amplios como para permitir que las sustancias puedan hervir violentamente en su interior frente a un tubo de ensayo que es demasiado estrecho para esta tarea; el líquido en ebullición puede rebosar fuera del borde de los tubos de ensayo cuando estos se calientan ya que no hay espacio para que las burbujas de gas escapen sin arrastrar el líquido circundante. También se pueden utilizar como sustitutos de un tubo de ensayo normal, especialmente cuando se desea un mayor volumen. Pueden ser utilizados como cámara de ignición de los gases pues su mayor volumen permite una mezcla de gas y aire más eficaz en comparación con las posibilidades de un tubo de ensayo.
Los tubos de ebullición están fabricados comúnmente de vidrio Pyrex o de vidrio de borosilicato, para que puedan soportar altas temperaturas.